# Dušan Fortič
Dušan Fortič, slovenski novinar in politik, * 28. julij 1923, Idrija, † 3. oktober 2016, Koper.
Po končani trgovski akademiji je študiral pravo. Narodnoosvobodilni borbi se je pridružil leta 1942. Član Komunistične partije Jugoslavije je postal leta 1943. Z novinarstvom se je začel ukvarjati že v partizanih kot sodelovec Partizanskega dnevnika, nadaljeval v propagandnem oddelku 9. korpusa in Glavnem štabu Narodnoosvobodilne vojske in partizanskih odredov Slovenije. Po končani vojni je delal na področju informiranja. Najprej je delal v Centralnem komiteju Komunistične partije Slovenije, nato je bil direktor urada za informiranje vlade Ljudske republike Slovenije, nato svetnik za tisk jugoslovanskega veleposlaništva v Rimu (1950-1954), glavni urednik revije Tovariš in tednika Tedenska tribuna (1954-1957), dopisnik časopisa Delo v Trstu (1959-1962) in glavni urednik Ljubljanskega dnevnika (1962-1963). Kot direktor Televizije Ljubljana (1963-1973) in Televizije Koper/Capodistria (1973-1982) je prispeval k razvoju osrednjega slovenskega televizijskega programa in k snovanju programov na koprski televiziji.